# Georg Bichler
Georg Bichler (* 25. Dezember 1881 in Percha; † 23. Mai 1967) war ein deutscher Landwirt und Kommunalpolitiker.

## Werdegang
Bichler war von 1925 bis 1933 und wieder ab 1945 Bürgermeister des oberbayerischen Gemeinde Vagen. Er war eine führende Persönlichkeit in der Grünlandbewegung und 30 Jahre Vorsitzender des Landesverbandes bayerischer Rinderzüchter.

## Ehrungen
- 1952: Staatsmedaille in Gold des Bayerischen Staatsministeriums für Ernährung, Landwirtschaft und Forsten
- 1953: Verdienstkreuz (Steckkreuz) der Bundesrepublik Deutschland
- 1956: Großes Verdienstkreuz der Bundesrepublik Deutschland
- Bayerischer Verdienstorden

| Personendaten    | Personendaten                            |
| ---------------- | ---------------------------------------- |
| NAME             | Bichler, Georg                           |
| KURZBESCHREIBUNG | deutscher Landwirt und Kommunalpolitiker |
| GEBURTSDATUM     | 25. Dezember 1881                        |
| GEBURTSORT       | Percha                                   |
| STERBEDATUM      | 23. Mai 1967                             |